# Hildebrandtia aloysii
Hildebrandtia aloysii är en vindeväxtart som först beskrevs av Emilio Chiovenda, och fick sitt nu gällande namn av Sebsebe Demissew. Hildebrandtia aloysii ingår i släktet Hildebrandtia och familjen vindeväxter. Inga underarter finns listade i Catalogue of Life.